# 小叶白点兰
小叶白点兰（学名：Thrixspermum japonicum）为兰科白点兰属下的一个种。其种加词“japonicum”意为“日本的”。